# El Mur (Sant Pere de Ribes)
El Mur és una obra de Sant Pere de Ribes (Garraf) protegida com a Bé Cultural d'Interès Local.

## Descripció
Casa situada a mestral de l'Hospital de Sant Camil. És un edifici aïllat de planta quadrangular amb coberta d'estil anglès, a dues vessants amb el carener paral·lel a la façana. El cos central sobresurt en alçada amb una coberta pròpia que es repeteix a la façana principal i posterior; és a dues vessants amb el carener perpendicular a la façana. L'accés a la casa es fa a través d'una escala exterior, que condueix a un porxo suportat per pilars. Totes les façanes segueixen el mateix esquema compositiu, on ressalten els grans finestrals amb fusteria pintada de color blanc. A la façana de llevant hi ha un petit cos adossat de forma poligonal i un sol nivell d'alçat. El ràfec està acabat amb cabirons. L'acabat exterior és arrebossat de color terrós. La casa queda envoltada per un mur perimetral, amb una porta on hi consta "EL MUR MCMXXIV". A peu del camí que porta a la casa hi ha un corral antic.

## Història
Va ser construïda l'any 1924 per encàrrec del poeta Fernando Maristany. Era utilitzada com a segona residència, pel que en tenien cura els masovers, la família Soler i Duran. Amb l'esclat de la Guerra Civil, aquests darrers van marxar a viure a Can Mestre. L'any 1937 va ser utilitzada com a residència dels alts comandaments militars del bàndol republicà, entre els quals destaca el general Enrique Líster, cap de l'Onzena Divisió i del Cinquè Cos de l'exèrcit republicà. És conegut que a la casa hi celebraven grans festes i s'hi vivia amb gran fastuositat, mentre al poble hi escassejaven els productes de primera necessitat. Amb l'arribada de l'exèrcit nacional, la casa va ser desocupada i va romandre tancada fins a l'any 1952, quan se'n van fer càrrec Josep Martí i Àngels Guillaumes. L'antic masover, Joan Soler, va morir afusellat al Camp de la Bóta la primavera del 1939.